# Capdesaso
Capdesaso (aragónul Cabosaso) település Spanyolországban, Huesca tartományban. Capdesaso Lalueza és Sariñena községekkel határos. Lakosainak száma 201 fő (2024).

## Népesség
A település népessége az utóbbi években az alábbiak szerint változott:
| Lakosok száma | 165  | 160  | 161  | 161  | 176  | 170  | 168  | 198  | 208  | 201  |
|               | 2001 | 2004 | 2006 | 2009 | 2011 | 2014 | 2016 | 2019 | 2021 | 2024 |